# Tössbo och Vedbo domsagas valkrets
Tössbo och Vedbo domsagas valkrets var vid riksdagsvalen till andra kammaren 1866–1908 en egen valkrets med ett mandat. Valkretsen, som omfattade Tössbo och Vedbo härader, avskaffades vid införandet av proportionellt valsystem i valet 1911 och uppgick då i Älvsborgs läns norra valkrets.

## Riksdagsmän
- Axel Chenon (1867–30/3 1870)
- August Westerdal, lmp (30/3 1870–1881)
- Peter Andersson, lmp (1882–1884)
- Allvar Olsson (1885–första riksmötet 1887)
- August Låftman (andra riksmötet 1887)
- Peter Andersson, gamla lmp (1888–1894)
- Magnus Johansson, lmp (1895–1901)
- Wilhelm Heimer, lib s (1902)
- Magnus Johansson, lmp (1903–1911)

## Valresultat

### 1896
| Andrakammarvalet i Sverige 1896: Tössbo och Vedbo domsagas valkrets | Andrakammarvalet i Sverige 1896: Tössbo och Vedbo domsagas valkrets | Andrakammarvalet i Sverige 1896: Tössbo och Vedbo domsagas valkrets | Andrakammarvalet i Sverige 1896: Tössbo och Vedbo domsagas valkrets | Andrakammarvalet i Sverige 1896: Tössbo och Vedbo domsagas valkrets |
| Kandidat                                                            | Kandidat                                                            | Röster                                                              | Röster                                                              | Röster                                                              |
| Kandidat                                                            | Kandidat                                                            | Antal                                                               | %                                                                   | +− %                                                                |
| ------------------------------------------------------------------- | ------------------------------------------------------------------- | ------------------------------------------------------------------- | ------------------------------------------------------------------- | ------------------------------------------------------------------- |
|                                                                     | Magnus Johansson                                                    | 532                                                                 | 77,1                                                                |                                                                     |
|                                                                     | F.R. Tottie å Forsbacka                                             | 104                                                                 | 15,1                                                                |                                                                     |
|                                                                     | Övriga kandidater                                                   | 54                                                                  | 7,8                                                                 |                                                                     |
| Antal giltiga röster                                                | Antal giltiga röster                                                | 690                                                                 |                                                                     |                                                                     |
| Kasserade röster                                                    | Kasserade röster                                                    | 1                                                                   |                                                                     |                                                                     |
| Totalt                                                              | Totalt                                                              | 691                                                                 |                                                                     |                                                                     |

- Valdeltagandet var 32,5%.

### 1899
| Andrakammarvalet i Sverige 1899: Tössbo och Vedbo domsagas valkrets | Andrakammarvalet i Sverige 1899: Tössbo och Vedbo domsagas valkrets | Andrakammarvalet i Sverige 1899: Tössbo och Vedbo domsagas valkrets | Andrakammarvalet i Sverige 1899: Tössbo och Vedbo domsagas valkrets | Andrakammarvalet i Sverige 1899: Tössbo och Vedbo domsagas valkrets |
| Kandidat                                                            | Kandidat                                                            | Röster                                                              | Röster                                                              | Röster                                                              |
| Kandidat                                                            | Kandidat                                                            | Antal                                                               | %                                                                   | +− %                                                                |
| ------------------------------------------------------------------- | ------------------------------------------------------------------- | ------------------------------------------------------------------- | ------------------------------------------------------------------- | ------------------------------------------------------------------- |
|                                                                     | Magnus Johansson                                                    | 418                                                                 | 85,1                                                                | ▲8,0                                                                |
|                                                                     | E. Andersson i Vitlanda                                             | 72                                                                  | 14,7                                                                |                                                                     |
|                                                                     | Övriga kandidater                                                   | 1                                                                   | 0,2                                                                 |                                                                     |
| Antal giltiga röster                                                | Antal giltiga röster                                                | 491                                                                 |                                                                     |                                                                     |
| Kasserade röster                                                    | Kasserade röster                                                    | 0                                                                   |                                                                     |                                                                     |
| Totalt                                                              | Totalt                                                              | 491                                                                 |                                                                     |                                                                     |

Valet ägde rum den 20 augusti 1899. Valdeltagandet var 22,1%.

### 1902
| Andrakammarvalet i Sverige 1902: Tössbo och Vedbo domsagas valkrets | Andrakammarvalet i Sverige 1902: Tössbo och Vedbo domsagas valkrets | Andrakammarvalet i Sverige 1902: Tössbo och Vedbo domsagas valkrets | Andrakammarvalet i Sverige 1902: Tössbo och Vedbo domsagas valkrets | Andrakammarvalet i Sverige 1902: Tössbo och Vedbo domsagas valkrets |
| Kandidat                                                            | Kandidat                                                            | Röster                                                              | Röster                                                              | Röster                                                              |
| Kandidat                                                            | Kandidat                                                            | Antal                                                               | %                                                                   | +− %                                                                |
| ------------------------------------------------------------------- | ------------------------------------------------------------------- | ------------------------------------------------------------------- | ------------------------------------------------------------------- | ------------------------------------------------------------------- |
|                                                                     | Magnus Johansson                                                    | 613                                                                 | 70,6                                                                | ▼14,5                                                               |
|                                                                     | Wilhelm Heimer                                                      | 255                                                                 | 29,4                                                                |                                                                     |
| Antal giltiga röster                                                | Antal giltiga röster                                                | 868                                                                 |                                                                     |                                                                     |
| Kasserade röster                                                    | Kasserade röster                                                    | 7                                                                   |                                                                     |                                                                     |
| Totalt                                                              | Totalt                                                              | 875                                                                 |                                                                     |                                                                     |

Valet ägde rum den 7 september 1902. Valdeltagandet var 41,3%.

### 1905
| Andrakammarvalet i Sverige 1905: Tössbo och Vedbo domsagas valkrets | Andrakammarvalet i Sverige 1905: Tössbo och Vedbo domsagas valkrets | Andrakammarvalet i Sverige 1905: Tössbo och Vedbo domsagas valkrets | Andrakammarvalet i Sverige 1905: Tössbo och Vedbo domsagas valkrets | Andrakammarvalet i Sverige 1905: Tössbo och Vedbo domsagas valkrets |
| Kandidat                                                            | Kandidat                                                            | Röster                                                              | Röster                                                              | Röster                                                              |
| Kandidat                                                            | Kandidat                                                            | Antal                                                               | %                                                                   | +− %                                                                |
| ------------------------------------------------------------------- | ------------------------------------------------------------------- | ------------------------------------------------------------------- | ------------------------------------------------------------------- | ------------------------------------------------------------------- |
|                                                                     | Magnus Johansson                                                    | 375                                                                 | 62,1                                                                | ▼8,5                                                                |
|                                                                     | Wilhelm Heimer                                                      | 229                                                                 | 37,9                                                                | ▲8,5                                                                |
| Antal giltiga röster                                                | Antal giltiga röster                                                | 604                                                                 |                                                                     |                                                                     |
| Kasserade röster                                                    | Kasserade röster                                                    | 2                                                                   |                                                                     |                                                                     |
| Totalt                                                              | Totalt                                                              | 606                                                                 |                                                                     |                                                                     |

Valet ägde rum den 10 september 1905. Valdeltagandet var 27,1%.

### 1908
| Andrakammarvalet i Sverige 1908: Tössbo och Vedbo domsagas valkrets | Andrakammarvalet i Sverige 1908: Tössbo och Vedbo domsagas valkrets | Andrakammarvalet i Sverige 1908: Tössbo och Vedbo domsagas valkrets | Andrakammarvalet i Sverige 1908: Tössbo och Vedbo domsagas valkrets | Andrakammarvalet i Sverige 1908: Tössbo och Vedbo domsagas valkrets |
| Kandidat                                                            | Kandidat                                                            | Röster                                                              | Röster                                                              | Röster                                                              |
| Kandidat                                                            | Kandidat                                                            | Antal                                                               | %                                                                   | +− %                                                                |
| ------------------------------------------------------------------- | ------------------------------------------------------------------- | ------------------------------------------------------------------- | ------------------------------------------------------------------- | ------------------------------------------------------------------- |
|                                                                     | Magnus Johansson                                                    | 807                                                                 | 65,8                                                                | ▲3,7                                                                |
|                                                                     | Axel Andersson (liberal)                                            | 419                                                                 | 34,1                                                                |                                                                     |
|                                                                     | Övriga kandidater                                                   | 1                                                                   | 0,1                                                                 |                                                                     |
| Antal giltiga röster                                                | Antal giltiga röster                                                | 1 227                                                               |                                                                     |                                                                     |
| Kasserade röster                                                    | Kasserade röster                                                    | 13                                                                  |                                                                     |                                                                     |
| Totalt                                                              | Totalt                                                              | 1 240                                                               |                                                                     |                                                                     |

Valet ägde rum den 6 september 1908. Valdeltagandet var 50,3%.